# Agnostic Front
Agnostic Front, inicialmente conocida como Zoo Crew, es una banda estadounidense de crossover thrash y hardcore punk, perteneciente al denominado New York Hardcore junto a bandas como Sick of It All y Murphy's Law entre otras. De manera paralela, el vocalista Roger Miret forma parte del grupo Roger Miret and The Disasters, de igual manera, Vinnie Stigma mantiene un proyecto solista de nombre Stigma, acompañado por Mike Gallo como bajista, Josh Tilotta como guitarrista y  Luke Rota como baterista.

## Historia
Formada en 1980 por el guitarrista Vinnie Stigma, cuyo nombre verdadero es Vincent Cappuccio, bajo el nombre Zoo Crew reclutan al cantante Roger Miret, al poco tiempo son agregados Ray Barbieri, alias Raybeez, ex Warzone, como baterista y Adam Moochie como bajista, cambiando el nombre de la banda a Agnostic Front. En 1983 es grabado el primer EP titulado United Blood bajo el sello discográfico Last Warning Records.
En 1984 es editado el primer larga duración Victim in Pain. Rob Kabula toma la posición de bajista mientras Dave Jones se encargaba de la batería, siendo sustituido por Jim Colleti. Este álbum posicionaría a la banda como una de las más representativas del New York Hardcore junto a bandas como Cro-Mags y Murphy's Law, con los cuales compartieran escenario en el CBGB.
A pesar de las dificultades causadas por cambios constantes en la alineación y otros problemas, en 1986 es lanzado Cause for Alarm por Combat Records, este álbum contiene influencias del thrash metal de manera similar a lo que hacían agrupaciones como Suicidal Tendencies, D.R.I. y S.O.D., esto marcó el rumbo que la banda tomaría para sus posteriores producciones, enraizadas en el sonido crossover thrash.
Con otra alineación, la banda lanzó Liberty and Justice For... en 1987, dejando de lado las influencias del thrash para producir un sonido más emparentado al hardcore punk. Tiempo después del lanzamiento del álbum en vivo Live at CBGB Miret fue arrestado por posesión de drogas, durante el tiempo que pasó en prisión escribió nuevas canciones mientras Stigma y la banda se presentaban en Europa por primera vez. Las letras escritas por Miret durante su estadía en la cárcel dieron forma a lo que sería One Voice, álbum lanzado en 1992, contando con la participación de miembros de Sick of It All y Madball, siendo el hermano de Miret, Freddy Cricien, vocalista de esta última.
Poco tiempo después del lanzamiento de One Voice la banda decide separarse, presentándose por última ocasión en diciembre de 1992 en el CBGB. En 1993 Last Warning es editado, el cual contiene la presentación en el CBGB de 1992 y el EP United Blood.
En 1997 la banda es re-formada, siendo Stigma y Miret acompañados por Rob Kabula y Jimmy Colletti, esta alineación grabaría el primer álbum para el sello Epitaph Records en 1998, llevando por título Something's Gotta Give, ese mismo año editan Puro Des Madre, donde versiones de Gotta Go, Believe y Voices del álbum Something's Gotta Give son ejecutadas con letras en español, después lanzan Riot, Riot, Upstart en 1999, para posteriormente lanzar Dead Yuppies en 2001. Los álbumes editados posteriormente al regreso de la banda contaron con ventas aceptables y críticas positivas debido al sonido influenciado en el hardcore punk y el oi!.
Al terminar el contrato con Epitaph Records la agrupación graba Another Voice, álbum producido por Jamey Jasta, vocalista del grupo Hatebreed, y lanzado por Nuclear Blast con un sonido emparentado al metalcore de bandas como los mencionados Hatebreed. Siguiendo la línea del anterior álbum, Warriors es editado en 2007 contando con la producción de Freddy Cricien y una alineación con los dos miembros originales Roger Miret y Vinnie Stigma junto a Joseph James en la segunda guitarra, Mike Gallo en el bajo y Steve Gallo en la batería.

## Discografía

### Álbumes/EP
| * United Blood – 1983, Last Warning Records |                   |          |  |
| N.º                                         | Título            | Duración |  |
| 1.                                          | «No One Rules»    | 0:24     |  |
| 2.                                          | «Final War»       | 0:21     |  |
| 3.                                          | «Last Warning»    | 0:47     |  |
| 4.                                          | «Traitor»         | 0:24     |  |
| 5.                                          | «Friend or Foe»   | 1:12     |  |
| 6.                                          | «United Blood»    | 1:10     |  |
| 7.                                          | «Fight»           | 0:13     |  |
| 8.                                          | «Discriminate Me» | 0:40     |  |
| 9.                                          | «In Control»      | 0:28     |  |
| 10.                                         | «Crucial Changes» | 0:23     |  |

| * Victim in Pain – 1984, Rat Cage Records |                     |          |  |
| N.º                                       | Título              | Duración |  |
| 1.                                        | «Victim in Pain»    | 0:48     |  |
| 2.                                        | «Remind Them»       | 1:04     |  |
| 3.                                        | «Blind Justice»     | 1:26     |  |
| 4.                                        | «Last Warning»      | 0:46     |  |
| 5.                                        | «United and Strong» | 1:09     |  |
| 6.                                        | «Power»             | 1:44     |  |
| 7.                                        | «Hiding Inside»     | 1:20     |  |
| 8.                                        | «Fascist Attitudes» | 2:04     |  |
| 9.                                        | «Society Sucker»    | 1:12     |  |
| 10.                                       | «With Time»         | 2:15     |  |

| * Cause for Alarm – 1986, Relativity/Combat Records |                     |          |  |
| N.º                                                 | Título              | Duración |  |
| 1.                                                  | «The Eliminator»    | 3:10     |  |
| 2.                                                  | «Existence of Hate» | 2:18     |  |
| 3.                                                  | «Time Will Come»    | 1:22     |  |
| 4.                                                  | «Growing Concern»   | 4:10     |  |
| 5.                                                  | «Your Mistake»      | 1:26     |  |
| 6.                                                  | «Out for Blood»     | 2:13     |  |
| 7.                                                  | «Toxic Shock»       | 2:27     |  |
| 8.                                                  | «Bomber Zee»        | 2:28     |  |
| 9.                                                  | «Public Assistance» | 2:44     |  |
| 10.                                                 | «Shoot His Load»    | 1:30     |  |

| * Liberty and Justice For... – 1987, Relativity/Combat Records |                       |          |  |
| N.º                                                            | Título                | Duración |  |
| 1.                                                             | «Liberty and Justice» | 2:56     |  |
| 2.                                                             | «Crucial Moment»      | 1:08     |  |
| 3.                                                             | «Strength»            | 2:43     |  |
| 4.                                                             | «Genesis»             | 1:37     |  |
| 5.                                                             | «Anthem»              | 2:52     |  |
| 6.                                                             | «Another Side»        | 2:51     |  |
| 7.                                                             | «Happened Yesterday»  | 2:29     |  |
| 8.                                                             | «Lost»                | 1:59     |  |
| 9.                                                             | «Hypocrisy»           | 2:47     |  |
| 10.                                                            | «Crucified»           | 2:28     |  |
| 11.                                                            | «Censored»            | 2:00     |  |

| * Live at CBGB – 1989, Relativity Records |                       |          |  |
| N.º                                       | Título                | Duración |  |
| 1.                                        | «Victim in Pain»      | 2:11     |  |
| 2.                                        | «Public Assistance»   | 1:23     |  |
| 3.                                        | «United Blood»        | 1:20     |  |
| 4.                                        | «Friend or Foe»       | 1:21     |  |
| 5.                                        | «Strength»            | 2:36     |  |
| 6.                                        | «Blind Justice»       | 1:22     |  |
| 7.                                        | «Last Warning»        | 0:43     |  |
| 8.                                        | «Toxic Shock»         | 1:50     |  |
| 9.                                        | «United and Strong»   | 1:34     |  |
| 10.                                       | «Crucified»           | 2:22     |  |
| 11.                                       | «Liberty and Justice» | 2:46     |  |
| 12.                                       | «Discriminate Me»     | 0:35     |  |
| 13.                                       | «Your Mistake»        | 1:25     |  |
| 14.                                       | «Anthem»              | 2:38     |  |
| 15.                                       | «With Time»           | 2:08     |  |
| 16.                                       | «Genesis»             | 1:33     |  |
| 17.                                       | «The Pain Song»       | 1:09     |  |
| 18.                                       | «Fascist Attitudes»   | 1:50     |  |
| 19.                                       | «The Eliminator»      | 3:02     |  |

| * One Voice – 1992, Relativity/Roadrunner Records |                     |          |  |
| N.º                                               | Título              | Duración |  |
| 1.                                                | «New Jack»          | 3:40     |  |
| 2.                                                | «One Voice»         | 3:16     |  |
| 3.                                                | «Infiltrate»        | 1:20     |  |
| 4.                                                | «The Tombs»         | 3:24     |  |
| 5.                                                | «Your Fall»         | 1:48     |  |
| 6.                                                | «Over The Edge»     | 3:55     |  |
| 7.                                                | «Undertow»          | 3:37     |  |
| 8.                                                | «Now and Then»      | 2:25     |  |
| 9.                                                | «Crime Without Sin» | 2:42     |  |
| 10.                                               | «Retaliate»         | 3:21     |  |
| 11.                                               | «Force Feed»        | 2:49     |  |
| 12.                                               | «Bastard»           | 3:08     |  |

| * Last Warning – 1993, Relativity/Roadrunner Records |                                       |          |  |
| N.º                                                  | Título                                | Duración |  |
| 1.                                                   | «Undertow»                            | 3:47     |  |
| 2.                                                   | «Your Mistake" / "Victim in Pain»     | 2:21     |  |
| 3.                                                   | «One Voice»                           | 3:56     |  |
| 4.                                                   | «Infiltrate" / "Strength»             | 3:59     |  |
| 5.                                                   | «United Blood»                        | 1:36     |  |
| 6.                                                   | «Public Assistance" / "Over the Edge» | 6:39     |  |
| 7.                                                   | «Blind Justice" / "Last Warning»      | 2:01     |  |
| 8.                                                   | «Crucified»                           | 2:51     |  |
| 9.                                                   | «Toxic Shock" / "United and Strong»   | 3:25     |  |
| 10.                                                  | «Fascist Attitudes»                   | 2:37     |  |
| 11.                                                  | «Anthem" / "The Eliminator»           | 6:37     |  |
| 12.                                                  | «No One Rules»                        | 0:25     |  |
| 13.                                                  | «Final War»                           | 0:22     |  |
| 14.                                                  | «Last Warning»                        | 0:48     |  |
| 15.                                                  | «Traitor»                             | 0:25     |  |
| 16.                                                  | «Friend or Foe»                       | 2:26     |  |
| 17.                                                  | «United Blood»                        | 1:13     |  |
| 18.                                                  | «Fight»                               | 0:15     |  |
| 19.                                                  | «Discriminate Me»                     | 0:42     |  |
| 20.                                                  | «In Control»                          | 0:30     |  |
| 21.                                                  | «Crucial Changes»                     | 0:25     |  |
| 22.                                                  | «I'm Still Here»                      | 0:34     |  |

| * Raw Unleashed – 1995, Grand Theft Audio |                                               |          |  |
| N.º                                       | Título                                        | Duración |  |
| 1.                                        | «Smell the Bacon" / "What's With You»         | 0:37     |  |
| 2.                                        | «In Control»                                  | 0:31     |  |
| 3.                                        | «Last Warning»                                | 0:49     |  |
| 4.                                        | «Fuck All Authority»                          | 0:31     |  |
| 5.                                        | «Fight»                                       | 0:16     |  |
| 6.                                        | «Final War»                                   | 0:24     |  |
| 7.                                        | «Discriminate Me»                             | 0:43     |  |
| 8.                                        | «United Blood»                                | 1:14     |  |
| 9.                                        | «No Rights (No One Rules)»                    | 0:26     |  |
| 10.                                       | «Friend or Foe»                               | 1:16     |  |
| 11.                                       | «We Should Care»                              | 1:08     |  |
| 12.                                       | «Crucial Changes»                             | 0:26     |  |
| 13.                                       | «Traitor»                                     | 0:26     |  |
| 14.                                       | «United Blood»                                | 1:13     |  |
| 15.                                       | «Discriminate Me»                             | 0:43     |  |
| 16.                                       | «We Should Care»                              | 0:43     |  |
| 17.                                       | «Smell the Bacon" / "What's With You»         | 0:39     |  |
| 18.                                       | «In Control»                                  | 0:31     |  |
| 19.                                       | «Last Warning»                                | 0:52     |  |
| 20.                                       | «Fuck All Authority»                          | 0:35     |  |
| 21.                                       | «Fight»                                       | 0:24     |  |
| 22.                                       | «Get Out" / "Final War»                       | 1:30     |  |
| 23.                                       | «Discriminate Me»                             | 0:42     |  |
| 24.                                       | «United Blood»                                | 1:15     |  |
| 25.                                       | «Society Sucker»                              | 1:12     |  |
| 26.                                       | «No Rights (No One Rules)»                    | 0:27     |  |
| 27.                                       | «Friend or Foe»                               | 1:11     |  |
| 28.                                       | «We Should Care»                              | 1:12     |  |
| 29.                                       | «Blind Justice»                               | 0:47     |  |
| 30.                                       | «Crucial Changes»                             | 0:28     |  |
| 31.                                       | «Traitor»                                     | 0:27     |  |
| 32.                                       | «Skins Go Marching In" / "We Can Do Anything» | 1:33     |  |
| 33.                                       | «It's My Life»                                | 1:07     |  |
| 34.                                       | «Blind Justice»                               | 1:34     |  |
| 35.                                       | «Your Mistake»                                | 1:36     |  |
| 36.                                       | «Friend or Foe»                               | 1:13     |  |
| 37.                                       | «No One Rules»                                | 0:25     |  |
| 38.                                       | «Fight»                                       | 0:29     |  |
| 39.                                       | «Last Warning»                                | 0:46     |  |
| 40.                                       | «United and Strong»                           | 1:14     |  |
| 41.                                       | «Hiding Inside»                               | 1:31     |  |
| 42.                                       | «Discriminate Me»                             | 0:41     |  |
| 43.                                       | «With Time»                                   | 2:04     |  |
| 44.                                       | «Traitor»                                     | 1:26     |  |
| 45.                                       | «Victim in Pain»                              | 1:13     |  |
| 46.                                       | «Power»                                       | 1:34     |  |
| 47.                                       | «United Blood»                                | 1:23     |  |
| 48.                                       | «Time Will Come»                              | 1:54     |  |
| 49.                                       | «Society Suckers»                             | 1:19     |  |
| 50.                                       | «The Blame»                                   | 2:23     |  |
| 51.                                       | «No One Rules»                                | 0:24     |  |
| 52.                                       | «Final War»                                   | 0:22     |  |
| 53.                                       | «Last Warning»                                | 0:47     |  |
| 54.                                       | «Traitor»                                     | 0:24     |  |
| 55.                                       | «Friend or Foe»                               | 1:15     |  |
| 56.                                       | «United Blood»                                | 1:12     |  |
| 57.                                       | «Fight»                                       | 0:15     |  |
| 58.                                       | «Discriminate Me»                             | 0:42     |  |
| 59.                                       | «In Control»                                  | 0:30     |  |
| 60.                                       | «Crucial Changes»                             | 0:26     |  |
| 61.                                       | «United Blood»                                | 1:44     |  |
| 62.                                       | «Time Will Come»                              | 1:38     |  |

| * Something's Gotta Give – 1998, Epitaph Records |                            |          |  |
| N.º                                              | Título                     | Duración |  |
| 1.                                               | «Something's Gotta Give»   | 1:52     |  |
| 2.                                               | «Believe»                  | 1:38     |  |
| 3.                                               | «Gotta Go»                 | 3:35     |  |
| 4.                                               | «Before My Eyes»           | 2:10     |  |
| 5.                                               | «No Fear»                  | 2:01     |  |
| 6.                                               | «Blinded»                  | 2:42     |  |
| 7.                                               | «Voices»                   | 2:16     |  |
| 8.                                               | «Do or Die»                | 2:12     |  |
| 9.                                               | «My War»                   | 2:14     |  |
| 10.                                              | «Bloodsucker»              | 1:41     |  |
| 11.                                              | «The Blame»                | 2:11     |  |
| 12.                                              | «Today, Tomorrow, Forever» | 2:27     |  |
| 13.                                              | «Rage»                     | 1:32     |  |
| 14.                                              | «Pauly the Dog»            | 0:48     |  |
| 15.                                              | «Crucified»                | 3:25     |  |

| * Puro Des Madre – 1998, Hellcat Records |            |          |  |
| N.º                                      | Título     | Duración |  |
| 1.                                       | «Gotta Go» | 3:36     |  |
| 2.                                       | «Believe»  | 1:37     |  |
| 3.                                       | «Voices»   | 2:14     |  |

| * Riot, Riot, Upstart – 1999, Epitaph Records |                          |          |  |
| N.º                                           | Título                   | Duración |  |
| 1.                                            | «Police State»           | 1:03     |  |
| 2.                                            | «I Had Enough»           | 1:37     |  |
| 3.                                            | «Riot, Riot, Upstart»    | 2:12     |  |
| 4.                                            | «Sit and Watch»          | 1:51     |  |
| 5.                                            | «Blood, Death and Taxes» | 1:22     |  |
| 6.                                            | «Frustration»            | 1:19     |  |
| 7.                                            | «Sickness»               | 1:32     |  |
| 8.                                            | «Shadows»                | 1:40     |  |
| 9.                                            | «Nowhere to Go»          | 2:45     |  |
| 10.                                           | «Trust»                  | 2:11     |  |
| 11.                                           | «My Life»                | 2:16     |  |
| 12.                                           | «It's Time»              | 1:29     |  |
| 13.                                           | «Rock Star»              | 1:34     |  |
| 14.                                           | «Nothing's Free»         | 1:45     |  |
| 15.                                           | «Price You Pay»          | 0:55     |  |
| 16.                                           | «Jailbreak»              | 1:36     |  |
| 17.                                           | «Bullet on Mott St.»     | 2:04     |  |

| * Dead Yuppies – 2001, Epitaph Records |                        |          |  |
| N.º                                    | Título                 | Duración |  |
| 1.                                     | «I Wanna Know»         | 2:21     |  |
| 2.                                     | «Out of Reach»         | 2:01     |  |
| 3.                                     | «Everybody's a Critic» | 1:15     |  |
| 4.                                     | «Liberty»              | 2:44     |  |
| 5.                                     | «Club Girl»            | 1:41     |  |
| 6.                                     | «Uncle Sam»            | 1:48     |  |
| 7.                                     | «Urban Decadence»      | 1:56     |  |
| 8.                                     | «Love to be Hated»     | 2:13     |  |
| 9.                                     | «No Mercy»             | 1:34     |  |
| 10.                                    | «Politician»           | 2:08     |  |
| 11.                                    | «Pedophile»            | 2:27     |  |
| 12.                                    | «Alright»              | 2:31     |  |
| 13.                                    | «Dead Yuppies»         | 2:47     |  |
| 14.                                    | «Standing on My Own»   | 1:45     |  |

| * Working Class Heroes – 2002, I Scream Records, split con Discipline |                                                                   |          |  |
| N.º                                                                   | Título                                                            | Duración |  |
| 1.                                                                    | «Believe» (Agnostic Front)                                        | 1:57     |  |
| 2.                                                                    | «Riot, Riot, Upstart» (Agnostic Front)                            | 2:20     |  |
| 3.                                                                    | «Sit and Watch» (Agnostic Front)                                  | 1:56     |  |
| 4.                                                                    | «Victim in Pain» (Agnostic Front)                                 | 0:51     |  |
| 5.                                                                    | «Last Warning» (Agnostic Front)                                   | 1:05     |  |
| 6.                                                                    | «Rock Star» (Agnostic Front)                                      | 1:53     |  |
| 7.                                                                    | «Sickness» (Agnostic Front)                                       | 2:30     |  |
| 8.                                                                    | «Gotta Go» (Agnostic Front)                                       | 3:38     |  |
| 9.                                                                    | «No Fear» (Agnostic Front)                                        | 2:28     |  |
| 10.                                                                   | «Before My Eyes» (Agnostic Front)                                 | 2:12     |  |
| 11.                                                                   | «United Blood» (Agnostic Front)                                   | 1:38     |  |
| 12.                                                                   | «Police State» (Agnostic Front)                                   | 2:51     |  |
| 13.                                                                   | «Pauly the Dog» (Agnostic Front)                                  | 1:11     |  |
| 14.                                                                   | «Bullet on Mott St.» (Agnostic Front)                             | 2:10     |  |
| 15.                                                                   | «Crucified» (Agnostic Front, escrita por Iron Cross)              | 3:15     |  |
| 16.                                                                   | «Now or Never» (Discipline)                                       | 2:06     |  |
| 17.                                                                   | «Young and Reckless» (Discipline)                                 | 3:02     |  |
| 18.                                                                   | «Our Pride» (Discipline)                                          | 2:22     |  |
| 19.                                                                   | «Rejects of Society» (Discipline)                                 | 3:16     |  |
| 20.                                                                   | «Neverending Story» (Discipline)                                  | 2:02     |  |
| 21.                                                                   | «Nice Boys Finish Last» (Discipline)                              | 3:15     |  |
| 22.                                                                   | «Running Riot» (Discipline, escrita por Cock Sparrer)             | 3:24     |  |
| 23.                                                                   | «C'mon, C'mon» (Discipline)                                       | 0:35     |  |
| 24.                                                                   | «Hooligans Heaven» (Discipline)                                   | 3:03     |  |
| 25.                                                                   | «Fuck You Anyway» (Discipline)                                    | 2:46     |  |
| 26.                                                                   | «Saturday Night Riot» (Discipline)                                | 2:32     |  |
| 27.                                                                   | «These Streets» (Discipline)                                      | 3:42     |  |
| 28.                                                                   | «Frontline Skins» (Discipline)                                    | 3:21     |  |
| 29.                                                                   | «Violence in Our Minds» (Discipline, escrita por The Last Resort) | 3:22     |  |

| * Another Voice – 2004, Nuclear Blast |                              |          |  |
| N.º                                   | Título                       | Duración |  |
| 1.                                    | «Still Here»                 | 1:54     |  |
| 2.                                    | «All Is Not Forgotten»       | 1:54     |  |
| 3.                                    | «Fall of the Parasite»       | 1:16     |  |
| 4.                                    | «Pride, Faith, Respect»      | 1:36     |  |
| 5.                                    | «So Pure to Me»              | 2:00     |  |
| 6.                                    | «Dedication»                 | 2:46     |  |
| 7.                                    | «Peace»                      | 1:19     |  |
| 8.                                    | «Take Me Back»               | 1:35     |  |
| 9.                                    | «Hardcore! (The Definition)» | 2:19     |  |
| 10.                                   | «Casualty of the Times»      | 2:05     |  |
| 11.                                   | «No One Hears You»           | 1:38     |  |
| 12.                                   | «I Live It»                  | 2:11     |  |
| 13.                                   | «It's for Life»              | 1:37     |  |
| 14.                                   | «Another Voice»              | 4:32     |  |

| * Live at CBGB – 2006, Nuclear Blast |                        |          |  |
| N.º                                  | Título                 | Duración |  |
| 1.                                   | «Eliminator»           | 4:18     |  |
| 2.                                   | «New Jack»             | 2:34     |  |
| 3.                                   | «Victim In Pain»       | 0:42     |  |
| 4.                                   | «Your Mistake»         | 1:38     |  |
| 5.                                   | «Blind Justice»        | 1:17     |  |
| 6.                                   | «Last Warning»         | 1:31     |  |
| 7.                                   | «Strength»             | 2:39     |  |
| 8.                                   | «Crucified»            | 2:58     |  |
| 9.                                   | «All Is Not Forgotten» | 3:11     |  |
| 10.                                  | «Peace»                | 2:29     |  |
| 11.                                  | «One Voice»            | 3:11     |  |
| 12.                                  | «Over the Edge»        | 4:04     |  |
| 13.                                  | «Friend or Foe»        | 2:19     |  |
| 14.                                  | «Gotta Go»             | 3:29     |  |
| 15.                                  | «Riot, Riot, Upstart»  | 2:05     |  |
| 16.                                  | «Police State»         | 1:14     |  |
| 17.                                  | «Undertow»             | 2:59     |  |
| 18.                                  | «Public Assistance»    | 4:24     |  |
| 19.                                  | «Anthem»               | 3:09     |  |
| 20.                                  | «So Pure to Me»        | 2:10     |  |
| 21.                                  | «Take Me Back»         | 1:57     |  |

| * Warriors – 2007, Nuclear Blast |                     |          |  |
| N.º                              | Título              | Duración |  |
| 1.                               | «Addiction»         | 2:20     |  |
| 2.                               | «Dead to Me»        | 2:52     |  |
| 3.                               | «Outraged»          | 1:54     |  |
| 4.                               | «Warriors»          | 2:07     |  |
| 5.                               | «Black and Blue»    | 2:34     |  |
| 6.                               | «Change Your Ways»  | 1:53     |  |
| 7.                               | «For My Family»     | 2:22     |  |
| 8.                               | «No Regrets»        | 1:48     |  |
| 9.                               | «Revenge»           | 3:12     |  |
| 10.                              | «We Want the Truth» | 2:24     |  |
| 11.                              | «By My Side»        | 2:51     |  |
| 12.                              | «Come Alive»        | 2:02     |  |
| 13.                              | «All These Years»   | 1:58     |  |
| 14.                              | «Forgive Me Mother» | 1:56     |  |

| * My life my way – 2011, Nuclear Blast |                        |          |  |
| N.º                                    | Título                 | Duración |  |
| 1.                                     | «City Streets»         | 2:22     |  |
| 2.                                     | «More Than a Memory»   | 2:39     |  |
| 3.                                     | «Us Against the World» | 2:16     |  |
| 4.                                     | «My Life My Way»       | 3:51     |  |
| 5.                                     | «That´s Life»          | 1:20     |  |
| 6.                                     | «Self Pride»           | 3:13     |  |
| 7.                                     | «Until the Day I Die»  | 2:20     |  |
| 8.                                     | «Now and Forever»      | 2:51     |  |
| 9.                                     | «The Sacrifice»        | 2:59     |  |
| 10.                                    | «A Mi Manera»          | 2:50     |  |
| 11.                                    | «Your Worst Enemy»     | 2:20     |  |
| 12.                                    | «Empty Dreams»         | 2:19     |  |
| 13.                                    | «Time Has Come»        | 2:51     |  |

### DVD/VHS
- Live at CBGB DVD 2006
- CBGB's Punk From the Bowery
- Live in N.Y.C. '91 - filmación de la cuarta edición del Superbowl of Hardcore con Sick of It All y Gorilla Biscuits

## Miembros

### Miembros actuales
- Vinnie Stigma - guitarra líder (1980-act)
- Roger Miret - voz (1982-act)
- Mike Gallo - bajo, coros (2001-act)
- Pokey Mo - batería (2009-act)
- Craig Silverman - guitarra rítmica, coros (2014-act)

### Miembros anteriores
- Louie Beatto - batería
- Ray Beez - batería
- Jimmy Colletti - batería
- Lenny Di Sclafani - guitarra rítmica
- Matt Henderson - guitarra rítmica
- Rob Kabula - bajo
- Alex Kinon - guitarra rítmica
- Steve Martin - guitarra rítmica
- Adam Moochie - bajo
- Alan Peters - bajo
- Craig Setari - bajo
- Will Shepler - batería
- Steve Gallo - batería